# 阿斯基亚陵
阿斯基亚陵（Tomb of Askia）是桑海帝国皇帝阿斯基亚·穆罕穆德一世的陵墓，位于现今马里的加奥。包括一座泥土金字塔形坟墓、两座清真寺、一座公墓和一片场地，是西非泥造建筑的代表。2004年，被列入联合国教科文组织的世界遗产名录。

## 建筑
陵墓本身全部是由泥砖造成，呈长14米宽18米的矩形。四面分别对准东南西北四方。泥土金字塔形的坟墓分为三层，17米高。土质外墙倾斜向上，有许多树桩、木桩突出。这些突出物主要是用来作为永久脚手架，以方便泥水匠经常在上面涂灰泥，弥补雨季时被冲走的泥土。这是西非泥造建筑共有的特征，但相比于西非其他宏伟建筑，比如说杰内大清真寺，的排列整齐突出物，阿斯基亚陵的突出物的排列显得杂乱无章。
陵墓附属有一组有8英尺高的墙的清真寺，长宽为45米和50米，就像陵墓被包围在里面一样。奇特的是这里的朝拜方向都是向东方，而非向西北方的麦加，这是苏丹地区清真寺的特征。在东墙内有一座8英尺高的圣殿。圣殿又被分成四个隔间的连环拱。69根紧挨的方柱排成四列，支撑着屋顶平台。圣殿的内部很暗，只有从庭院里射来的一束光。在最东面的那堵墙中部有一个双壁龛，这是西非伊斯兰建筑的典型特色。右边第二个壁龛内有一个小的宣礼台。这表现了阿訇和卡迪的权威，也显示了正统伊斯兰教义在桑海帝国的影响。

## 历史
加奥是西非撒哈拉沙漠南面的古城，大约建于7世纪末。1137年，加奥成为桑海帝国的首都。陵墓的建造是由穆罕穆德·锡拉完成的，他是1464年至1492年统治桑海帝国的桑尼·阿里的侄子。桑尼·阿里在位期间和四周的图阿雷格人、颇尔人和莫西人等游牧部族作战，大大扩大的桑海帝国的边界。桑里·阿里死后，穆罕穆德·锡拉自立为帝，是为阿斯基亚·穆罕穆德一世，开创了阿斯基亚王朝。
阿斯基亚·穆罕穆德继承了桑尼·阿里的事业，继续四处扩张。帝国边界一度扩张东到大西洋海岸，北到尼日尔河上的爱尔（Air），南到雨林的边缘。帝国占领了西非的贸易中心廷巴克图，控制了通向北方的撒哈拉商路和通向南方雨林的商路，经营着黄金和盐的贸易，逐渐强盛了起来。
传说阿斯基亚·穆罕穆德通过埃及去麦加朝圣的路上，对埃及的金字塔留下了深刻的印象，决定回去也为自己建造一座金字塔形的坟墓。也有认为这座坟墓是受撒哈拉地区传统坟墓建筑的影响，坟墓被土制的厚墙覆盖着，这一形式也影响了当地许多建筑。
关于阿斯基亚·穆罕穆德于1529年死后是否葬入坟墓有所争议。在加奥地区的人都相信阿斯基亚·穆罕穆德的尸体并不在坟墓里，他根本就是葬在另一个地方。
内部动乱和海上商路的开辟导致了在16世纪桑海帝国的衰落。到了19世纪，只有3到4百户人家住在曾经的国都和阿斯基亚陵周围。

## 现况
陵墓的部分一直被当作清真寺使用。事实上在殖民时代前，它被称为阿斯基亚·吉拉（Asikia Djira），意为阿斯基亚清真寺。
在1960年代，礼拜堂被认为太小而扩建。在原来的四排柱子旁，新建了两排柱子。1975年建筑再次扩建，将原来在院子里的壁龛也包括进去。这些工程都是用当地传统工艺和材料。
最大的改动是在1999年，建了一堵水泥墙，用来保护这座遗址。

## 登录基准
该世界遗产被认为满足世界遺產登錄基準中的以下基準而予以登錄：
- （ii）在某期间或某种文化圈里对建筑、技术、纪念性艺术、城镇规划、景观设计之发展有巨大影响，促进人类价值的交流。
- （iii）呈现有关现存或者已经消失的文化传统、文明的独特或稀有之证据。
- （iv）关于呈现人类历史重要阶段的建筑类型，或者建筑及技术的组合，或者景观上的卓越典范。